# Crónicas georgianas

Crónicas georgianas, versión de la Reina Mariam.

Las Crónicas georgianas (en georgiano: ქართლის ცხოვრება) o Kartlis Tsjovreba, literalmente La vida de Kartli. Kartli es una región histórica considerada el epicentro de la cultura y nación georgianas, fuente de registros de la Edad Antigua y época medieval georgianas, ya conocidas en la antigüedad clásica y el Imperio bizantino como Iberia caucásica. Las crónicas se conocen también como los Anales reales georgianos, ya que son esencialmente referencias básicas en la historia del reino de Georgia.

## Crónicas
La obra comprende una serie de diferentes textos fechados entre el siglo IX y el siglo XIV. La datación de estas obras así como la identificación de sus autores (como en el caso de Leonti Mroveli y Juansher Juansheriani) han sido objeto de debate. Aunque algunos investigadores en Georgia todavía plantean el siglo XI como inicio de la redacción de la obra, un número creciente de expertos alaban la hipótesis del profesor Cyrille Toumanoff de que los primeros textos de Kartlis Tsjovreba se habían compuesto hacia el siglo IX y los últimos se añadieron durante el siglo XIV. Una versión "canonizada" se editó por una comisión especial elegida y presidenciada por el rey Vajtang VI de Kartli a principios del siglo XVIII.
Durante el siglo XI, los primeros tres trabajos –la "Historia de los Reyes y Patriarcas de los Georgianos", la "Historia del Rey Vajtang Gorgasali", y el "Martirio de San Archil", el príncipe de Kajeti– ya componían el primer compendio que cubría la historia georgiana durante el reinado de Vajtang I Gorgasali (r. 452–502/22) hasta la muerte de su descendiente Archil de Kajeti (786). A mediados del siglo XII se sumaron dos textos: la "Crónica de Kartli" –que recoge la historia georgiana de finales del siglo VIII hasta el reino del primer monarca de todos los georgianos Bagrat III de Georgia (r. 1008–1014) y primeros años de reinado de Jorge II de Georgia (r. 1072–1089)– y la "Historia del Rey de Reyes David", que amplía la historia y se centra en el reino de David IV de Georgia (r. 1089–1125).

## Manuscritos

Crónicas georgianas, versión de la Reina Ana.

La ampliación a otros textos georgianos de Kartlis Tsjovreba con relativamente tardíos, los primeros Anaseuli o «Códex de la Reina Ana», proceden del periodo 1479-1495. Otra versión, Mariamiseuli o «Códex de la Reina Mariam», fue copiada en los años 1633-1645/1646. No obstante, los manuscritos georgianos que sobrevivieron son anteriores y adaptados al armenio, conocidos como la Historia de Georgia (Patmut'iwn Vrats'), muy probablemente del siglo XII, y una extensión copiada durante el periodo 1279-1311.
Existen traducciones en francés, ruso, inglés y alemán, pero solo de algunas secciones de la obra principal.

## Fiabilidad
Algunos investigadores modernos, como Ivane Javakhishvili, han puesto en duda la veracidad de los textos más antiguos de las crónicas georgianas y pide cautela cuando se trabaje con ellos. De hecho, algunos datos históricos se entremezclan con componentes míticos, lo que hace difícil discernir la historia de la leyenda. No obstante, análisis críticos comparativos de otras fuentes, incluidos los autores clásicos, y una serie de recientes estudios arqueológicos han probado la veracidad de los eventos citados en las crónicas. Estos textos no solo evidencian la certeza de los relatos sobre la historia de Georgia, también de Armenia y otras zonas del Cáucaso en general: Irán, Siria, Anatolia, Roma, el kaganato de los jázaros, y los turcos.

## Componentes
| Nombre en español                                                            | Nombre en Georgiano                                            | Transliteración                                                  | Fecha               | Autor                                    | Período cubierto    |
| ---------------------------------------------------------------------------- | -------------------------------------------------------------- | ---------------------------------------------------------------- | ------------------- | ---------------------------------------- | ------------------- |
| Historia de los Reyes y Patriarcas de los Georgianos                         | ცხოვრება ქართუელთა მეფეთა და პირველთაგანთა მამათა და ნათესავთა | tskhovreba kartuelta mepeta da pirveltaganta mamata da natesavta | Siglo IX o XI       | Leonti Mroveli (?)                       | S. IV a. C.–V d. C. |
| Historia y vida del Rey Vakhtang Gorgasali                                   | ცხოვრება და მოქალაქეობა ვახტანგ გორგასლისა                     | tskhovreba da mokalakeoba vakhtang gorgaslisa                    | c. 800, bien o 1100 | Juansher Juansheriani                    | S. V– VIII          |
| Martirio del Santo y Magnífico Archil                                        | წამება წმიდისა და დიდებულისა არჩილისი                          | tsameba tsmidisa da didebulisa archilisi                         | S. IX o s. XI       | Juansheriani or Mroveli                  | 736–786             |
| Crónicas de Kartli                                                           | მატიანე ქართლისა                                               | matiane kartlisa                                                 | S. XI               | Anónimo                                  | 786–1072            |
| Historia del Rey de Reyes, David                                             | ცხოვრება მეფეთ მეფისა დავითისი                                 | tskhovreba mepet mepisa davitisi                                 | S. XII              | Anónimo                                  | 1072–1125           |
| Historia de Bagratids                                                        | ცხოვრება და უწყება ბაგრატონიანთა                               | tskhovreba da utsqeba bagratonianta                              | S. XI               | Sumbat Davitis-Dze                       | S. VI–1031          |
| Historias y Eulogias de los Soberanos                                        | ისტორიანი და აზმანი შარავანდედთანი                             | istoriani da azmani sharavandedtani                              | S. XIII             | Arzobispo Canciller Teodoro de Chqondidi | 1156-1212           |
| Historia de los Cinco Reinos (también denominado La Crónica de Giorgi Lasha) | ლაშა-გიორგის დროინდელი მატიანე                                 | lasha-giorgis droindeli matiane                                  | 1223                | Historia de George IV                    | 1125-1223           |
| Historia del Rey de Reyes Tamar                                              | ცხოვრება მეფეთ მეფისა თამარისი                                 | tskhovreba mepet mepisa tamarisi                                 | 1210-1213           | Basili, Maestro de la Corte              | 1184–1210/1213      |
| Crónica de los CIen Años                                                     | ასწლოვანი მატიანე                                              | astslovani matiane                                               | S. XIV              | Anónimo                                  | 1212-1318           |